# Potere di mercato
In gergo economico per potere di mercato si intende la capacità che ha un’azienda di vendere un prodotto ad un prezzo superiore rispetto al prezzo competitivo del mercato. Considerando che il prezzo minimo al quale un’azienda può vendere è pari al costo marginale della produzione, il potere di mercato è spesso definito come la differenza fra il prezzo al quale l’azienda vende ed il suo costo marginale.
Vi sono più modi per calcolare il potere di mercato. Alcuni esempi comprendono:
1. Tecniche econometriche: considerato il metodo più attendibile e preciso, tuttavia anche il più difficile da poter utilizzare. Questo è sia dato dal tempo necessario per raggruppare i dati, sia per la presenza di imperfetta informazione nella maggior parte dei mercati reali.
2. Identificare il mercato rilevante e le relative quote: questo metodo rappresenta l’approccio più tradizionale e si articola in due fasi principali. Nella prima vi è l’identificazione del mercato rilevante all’interno del quale l’azienda/e si inserisce (per questo passaggio può essere utilizzato un test SSNIP), nella seconda si considerano le quote di mercato di cui l’azienda gode. In questo ambito alcuni paesi come il Regno Unito stabiliscono dei limiti espliciti per considerare una o più aziende dominanti. Nel caso inglese, infatti, se un’azienda possiede una quota di mercato superiore al 50% allora è considerata come un’azienda con posizione dominante; nel caso in cui la quota fosse inferiore al 40% verrebbe considerata non dominante mentre il lasso fra le due percentuali è considerato come una zona grigia all’interno della quale bisogna analizzare caso per caso.[2]  In altri casi, come per l’Unione Europea, questi numeri non sono così espliciti. Tuttavia, si possono fare delle ipotesi per capire dei valori impliciti. Per esempio, si potrebbe osservare quanto dichiarato dalla Corte di giustizia dell'Unione europea nel caso Akzo Cremie BV v. Commission, secondo la quale uno share di mercato persistentemente sopra al 50% verrebbe considerato come una evidenza di posizione dominante. Al tempo stesso, però, si potrebbe considerare quanto scritto nel Merger Regulation 4064/89 (testo che regola le fusioni orizzontali e verticali nell’Unione Europea), ovvero che una fusione fra aziende con una somma totale di quote di mercato inferiore al 25% non dovrebbe compromettere la normale competizione nel mercato (di fatto implicando che una percentuale superiore risulterebbe in un ostacolo alla competizione).[3]  In linea di massima, va comunque ricordato che gli shares di mercato vengono considerati come uno screening device, più che una vera evidenza finale. Altri fattori vanno tenuti in considerazione.
3. Indice di Lerner